# SIAI-Marchetti SM.1019
Die SIAI-Marchetti SM.1019 war ein Kurzstart-Verbindungsflugzeug, das auf Grund einer Anforderung des italienischen Heeres entstand.

## Entwicklung und Technik

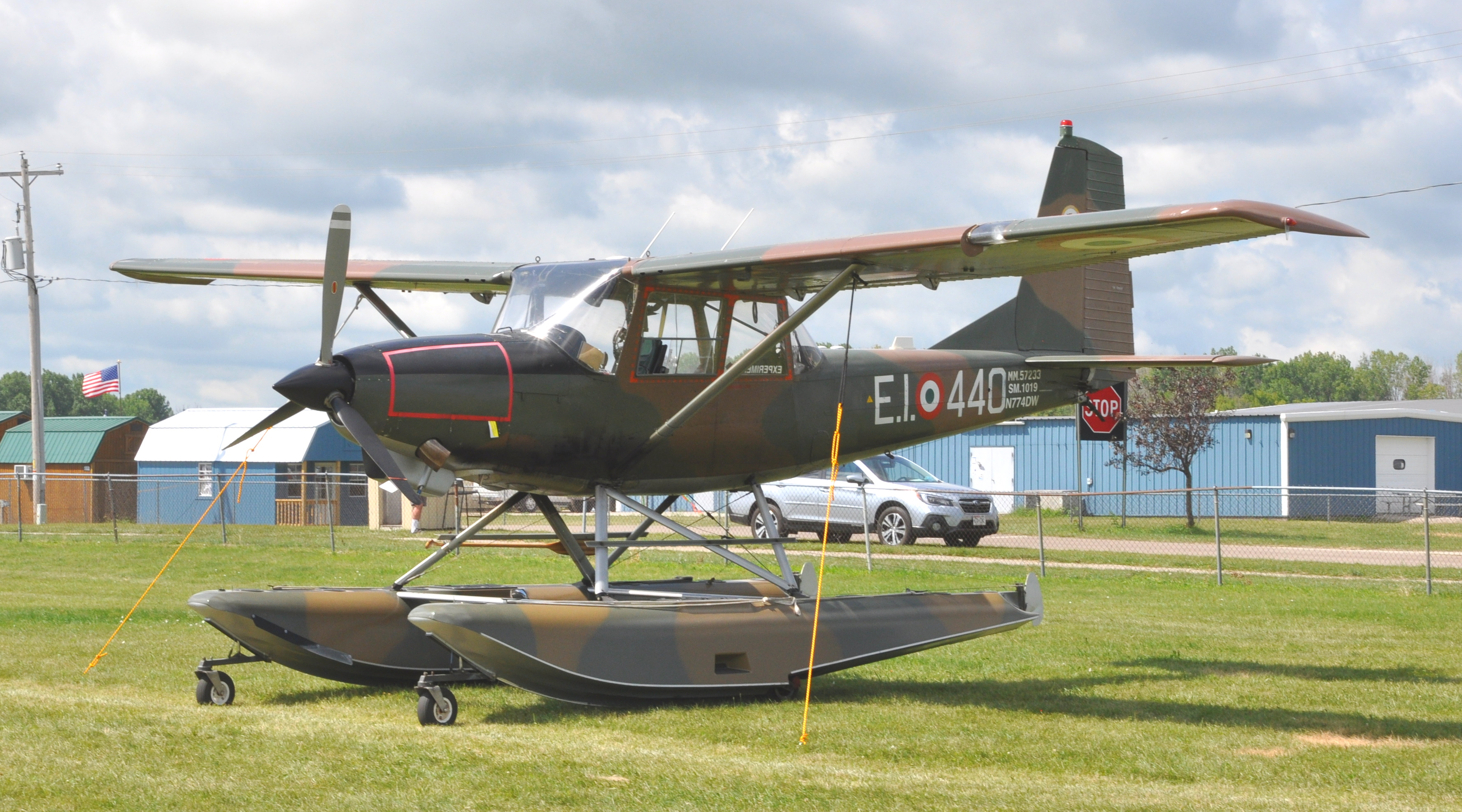
SIAI-Marchetti SM.1019A in Oshkosh 2022 mit amphibischen Schwimmer

Bei der SM.1019 handelte sich um eine verbesserte Version der Cessna L-19, mit der die italienischen Heeresflieger nach dem Zweiten Weltkrieg ausgerüstet worden waren. Die ursprüngliche SM.1019, deren Erstflug am 24. Mai 1969 erfolgte, hatte im Vergleich zur L-19 ein stärkeres Triebwerk (Allison 250-B15C) und ein überarbeitetes Leitwerk. Auf Grund des serienmäßigen Einbaus der besseren Turboprop-Propellerturbine Allison 250-B17B (400 PS, 298 kW) erhielten die Maschinen dann die Herstellerbezeichnung SM.1019A. Die Armeebezeichnung lautete SM.1019EI. Die italienischen Heeresflieger erhielten ab Sommer 1976 insgesamt 81 Maschinen, die zu Verbindungs-, Beobachtungs- und Transportaufgaben verwendet wurden. Die Flugzeuge sind nicht mehr im Truppendienst. Eine Maschine befindet sich in einem Luftfahrtmuseum in San Possidonio bei Modena, eine weitere in einem Militärmuseum in Rom.

## Militärische Nutzer
- Italien

Italienische Heeresflieger

## Technische Daten
| Kenngröße              | SIAI-Marchetti SM.1019A                          |
| ---------------------- | ------------------------------------------------ |
| Besatzung              | 2                                                |
| Länge                  | 8,52 m                                           |
| Spannweite             | 10,97 m                                          |
| Höhe                   | 2,23 m                                           |
| Flügelfläche           | 16,16 m²                                         |
| Flügelstreckung        | 7,4                                              |
| Leermasse              | 690 kg                                           |
| max. Startmasse        | 1450 kg                                          |
| Antrieb                | ein Allison 250-B17B-Turboprop-Triebwerk; 298 kW |
| Höchstgeschwindigkeit  | 280 km/h                                         |
| Dienstgipfelhöhe       | 7620 m                                           |
| Reichweite vollgetankt | 1340 km                                          |

## Quelle
- „Aero“ (Heft 137). Verlag Marshall Cavendish International Ltd., London 1985.